# Школа (повесть)
Школа — повесть Аркадия Гайдара, написанная в 1929 году.

## О повести
Аркадий Гайдар написал «Школу» в 1929 году, и в этом же году она была напечатана в журнале «Октябрь» под названием «Обыкновенная биография». В 1930 году повесть вышла отдельным изданием и под названием «Школа» с предисловием в виде автобиографии.
Сама «Школа» — повесть несколько автобиографическая. Жизненный путь главного героя, Бориса Горикова, от имени которого ведётся повествование, во многом пересекается с судьбой молодого Аркадия Голикова. Это подчёркивается в том числе сходством фамилий — Борис Гориков и Аркадий Голиков, а также названиями мест — Арзамас, Нижний Новгород, Сормово. Тем не менее, судьбы героя и его автора во многом не совпадают, да и повесть не лишена элементов вымысла.

## Сюжет
Сюжет охватывает временной промежуток от 1916 до конца 1918 года. Юноша Борис Гориков, обычный ученик второго класса Арзамасского реального училища, в силу сложившихся обстоятельств, вначале становится порученцем у большевиков, а затем бойцом Красной Армии. Воюя за свои убеждения, Борис Гориков проходит за два года боевую «школу», которая «обтёсывает» всё лишнее в его жизни, как «ненужную шелуху», делая из обычного мальчишки-школьника настоящего бойца и коммуниста.

## Продолжения
После смерти писателя было найдено несколько неоконченных произведений, при жизни не издававшихся. Некоторые из них были опубликованы в сборнике «Жизнь и творчество А. П. Гайдара» (М., Детгиз, 1951, переиздан в 1954), в том числе и «Обыкновенная биография», события которой являются непосредственным продолжением «Школы». Но по какой-то причине продолжения «Обыкновенная биография» так и не получила. А произведения «В дни поражений и побед» и «Пусть светит» хоть и являются схожими по сюжету и главным героям, со «Школой» никак не были связаны и позиционировались писателем как самостоятельные произведения.

## Главные действующие лица
- Борис Гориков — главный герой, ученик, большевистский порученец, красноармеец
- Алексей Гориков — отец Бориса, солдат Русской императорской армии, большевик
- Варвара Горикова — мать Бориса, фельдшер
- Танюшка — младшая сестра Бориса
- Федька Башмаков — друг Бориса, соученик по реальному училищу
- Тимка Штукин — друг Бориса, сын кладбищенского сторожа в Арзамасе
- Семён Иванович, «Галка» — руководитель большевистского клуба
- Николай Егорович Дубряков — дядя Бориса, брат его матери, мастер на заводе в Сормове
- Васька Корчагин — юный большевистский агитатор из Сормова
- Павел Корчагин — отец его, сормовский большевик
- Юрий Ваалд — кадет, пробиравшийся к белому генералу Краснову
- Чубук — боец Красной Армии, наставник Бориса
- Васька Шмаков, Федя Сырцов, Галда, Сухарев, Яшка Цыганёнок — красноармейцы
- Шебалов — командир отряда красноармейцев
- Капитан Жихарев — белый офицер

## Экранизации
- 1933 — «Каро» (ЗСФСР, Армения)
- 1954 — «Школа мужества»
- 1980 — «Школа»